# Вулиця Олекси Синявського (Львів)
Ву́лиця Олекси Синявського — вулиця у Залізничному районі міста Львова, в місцевості Сигнівка. Починається від будинку на вулиці Любінській, 148 та закінчується біля будинку на вулиці Івана Виговського, 72 і пролягає паралельно до вулиці Віталія Сапила.

## Історія
Виникла у 1962 році та отримала назву Чукотська, на згадку про Чукотський півострів, що у Росії. Сучасна назва вулиця Олекси Синявського походить з 1993 року, на пошану українського мовознавця Олексу Синявського.

## Забудова
Забудова вулиці Олекси Синявського — одноповерховий конструктивізм 1930-х років, одноповерхова садибна забудова, індивідуальні забудови нового часу.